# Амершем (город)
Амершем, Амершам (англ. Amersham; /æmərʃəm/) — город и община в районе Чилтерн в графстве Бакингемшир, расположенный в 43 км к северо-западу от Лондона на Чилтерн-Хилс.

## География
Город состоит из двух районов: Старый Амершем в долине реки Мисборн, в котором расположена приходская церковь Святой Марии XIII века и несколько старых пабов и постоялых дворов, и Амершем-на-Холме, который расположился вокруг железнодорожной станции начала XX века.

## История
История поселения известна ещё с англосаксонских времен. Тогда город был известен как Agmodesham. К времени написания Книги Судного Дня ок.1086 г, он стал известен как Elmodesham. Запись в Книге выглядит следующим образом:
«Джеффри де Мандевиль держит Амершем. Он отвечает за семь с половиной гайдов Земли на 16 плугов; у лорда — два гайда; на 3 плуга там. 14 сельских жителей с 4 малыми хозяйствами имеют 9 плугов; возможности еще на 4. Семь рабов; луга на 16 плугов; редколесье на 400 свиней. Общая ценность есть и была в девять фунтов. Впредь до 1066 года — 16 фунтов. Королева Эдит держала это поместье».
Королева Эдит была женой Эдуарда Исповедника и сестрой короля Гарольда, а после её смерти в 1075 году земля перешла к Вильгельму Завоевателю, который передал её Джеффри де Мандевилю.
В 1200 году Джеффри, граф Эссекс получил хартию на Амершем, позволяющую ему организовывать рынки по пятницам и ярмарку 7 и 8 сентября. В 1613 году, ещё одна хартия была выдана Эдварду, графу Бедфорд, поменявшая рыночный день на вторник, каковым он и остаётся до сих пор.
В 1521 году в Амершеме были сожжены на костре семь лоллардов-раскольников. В 1931 году им был поставлен памятник. 
Рост новой части города (Амершем-на-Холме) ускорился после постройки железной дороги в 1892 году.

## Население
В 2016 году Амершем был признан наиболее этнически интегрированным городом Англии и Уэльса, занявшим первое место среди 160 городов. По последней полной переписи 2011 года население Амершема составило 23086 человек. Более  90 % населения составляли люди европейкой расы, 6,4 % — азиатского происхождения и 0,6 % — чернокожие. Молодёжь до 17 лет составляла 24,2 % населения, пожилые жители старше 65 лет — 19,2 %. 83,2 % людей, живущих в городе Амершем, родились в Англии. Другими странами рождения были: 2,1 % Шотландия, 1,5 % Уэльс, 1,1 % Ирландия, 0,9 % Индия, 0,7 % США, 0,7 % Южная Африка, 0,6 % Шри-Ланка, 0,5 % Австралия.
В марте 2017 года газета Санди Таймс признала Амершем лучшим местом для жизни в Великобритании на момент 2017 года.